# Landgericht Duisburg

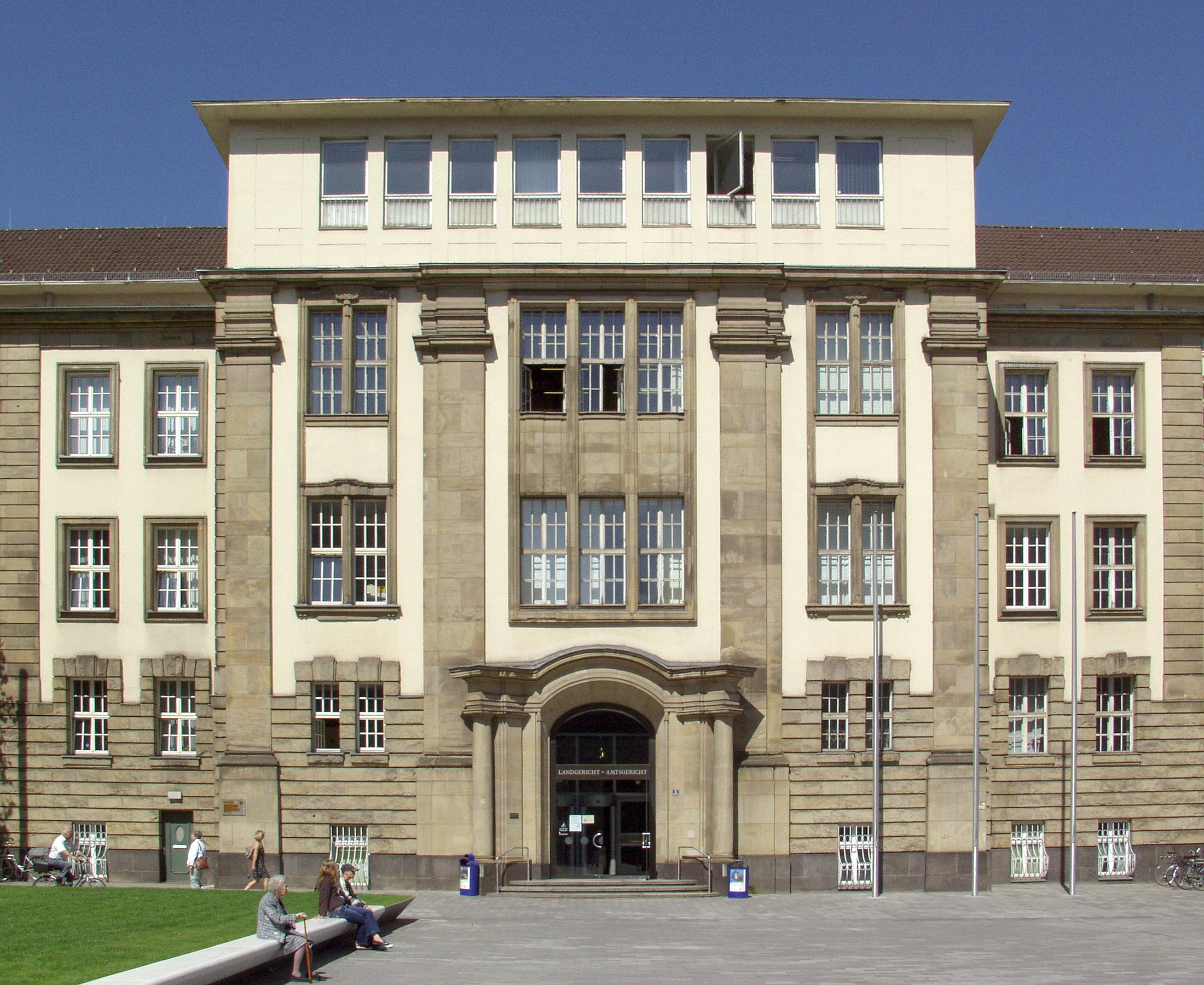
Land- und Amtsgericht Duisburg, König-Heinrich-Platz

Das Landgericht Duisburg gehört zur ordentlichen Gerichtsbarkeit des deutschen Bundeslandes Nordrhein-Westfalen. Bei ihm sind Kammern für Handelssachen eingerichtet. Ferner sind ein Wiedergutmachungsamt und eine Wiedergutmachungskammer eingerichtet, die beide für das gesamte Bundesland zuständig sind.

## Gerichtssitz und -bezirk
Das Landgericht hat seinen Sitz in Duisburg. Der Gerichtsbezirk umfasst die im Westen von Nordrhein-Westfalen und im Ruhrgebiet gelegenen Kreisfreien Städte Duisburg, Oberhausen und Mülheim an der Ruhr, sowie vom Kreis Wesel die Gemeinden Dinslaken, Voerde, Wesel, Schermbeck, Hünxe und Hamminkeln. Im Bezirk leben etwa 1,1 Millionen Gerichtseingesessene.

## Über- und nachgeordnete Gerichte
Für den Bezirk des Landgerichts Duisburg ist das Oberlandesgericht Düsseldorf zuständig. Zum Landgerichtsbezirk gehören die Amtsgerichte Duisburg, Duisburg-Ruhrort, Duisburg-Hamborn, Oberhausen, Mülheim an der Ruhr, Dinslaken und Wesel.

## Gebäude

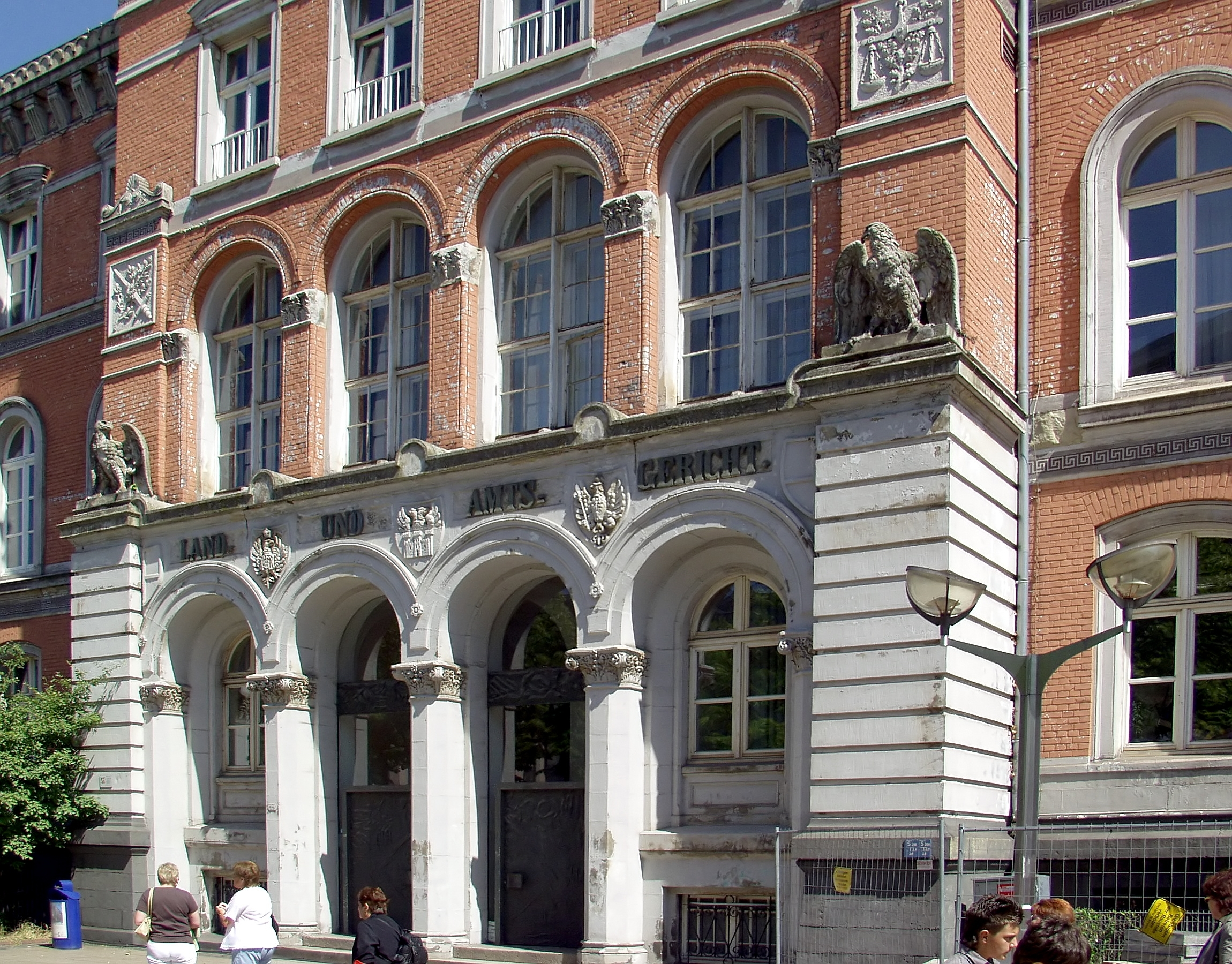
Portal Königstraße

Der Gebäudekomplex wurde in drei Abschnitten gebaut. 1874–1876 wurde das erste Gebäude mit der Front zur Königstraße errichtet. 1878 erfolgte eine Erweiterung an der Landgerichtstraße. Der Flügel am König-Heinrich-Platz wurde in den Jahren 1909 bis 1912 errichtet.

## Geschichte

### Landesarbeitsgericht Duisburg
Gemäß Arbeitsgerichtsgesetz vom 23. Dezember 1926 wurden in Deutschland Arbeitsgerichte gebildet. Diese waren nur in der ersten Instanz unabhängig, die Landesarbeitsgerichte waren den Landgerichten zugeordnet. Am Landgericht Duisburg entstand so 1927 das Landesarbeitsgericht Duisburg als eines von vier Landesarbeitsgerichten im Bezirk des Oberlandesgerichtes Düsseldorf. Dem Landesarbeitsgericht Duisburg waren folgende Arbeitsgerichte zugeteilt: Arbeitsgericht Duisburg, Arbeitsgericht Hamborn, Arbeitsgericht Mülheim (Ruhr), Arbeitsgericht Oberhausen und Arbeitsgericht Wesel.
Nach der Besetzung Deutschlands durch die Alliierten wurden 1945 zunächst alle Gerichte geschlossen. Die ordentlichen Gerichte wurden schon bald wieder eröffnet, während die Arbeitsgerichte zunächst nicht wieder eingerichtet wurden, so dass arbeitsgerichtliche Streitigkeiten von den ordentlichen Gerichten erledigt werden mussten. Gemäß Kontrollratsgesetz 21 sollten in Deutschland Arbeitsgerichte aufgebaut werden. Anstelle der früheren Landesarbeitsgerichte wurde nur noch ein Landesarbeitsgericht Düsseldorf für das Rheinland und das Landesarbeitsgericht Hamm für Westfalen gebildet, das Landesarbeitsgericht Duisburg entstand nicht neu.

## Richter
- Max Draeger (1935–1937 Landgerichtspräsident)